# ویکتور لاگواردیا
ویکتور لاگواردیا (انگلیسی: Víctor Laguardia؛ زادهٔ ۵ نوامبر ۱۹۸۹) بازیکن فوتبال اهل اسپانیا است.
از باشگاه‌هایی که در آن بازی کرده‌است می‌توان به باشگاه فوتبال دپورتیوو آلاوس، باشگاه فوتبال رئال ساراگوسا، باشگاه فوتبال آلکورکون، و باشگاه فوتبال لاس پالماس اشاره کرد.
وی همچنین در تیم‌های ملی فوتبال زیر ۲۰ سال اسپانیا و زیر ۲۱ سال اسپانیا بازی کرده‌است.